# 內雙溝溪
內雙溝溪位於臺灣北部，屬於淡水河水系，為內雙溪的支流，流域分佈於台北市士林區最東端。主流發源於人雙溪山 (標高655公尺) 北麓之風櫃嘴 (標高601公尺)，向西南流至聖人瀑布附近注入內雙溪。
內雙溝溪流域位於陽明山國家公園範圍內，設有天溪園生態教育中心。

## 外部連結
- 天溪園生態教育中心